# Anestèsia general
L'anestèsia general és un coma induït i la pèrdua dels reflexos protectors resultants, a causa de l'administració d'un o més agents anestèsics generals. Es poden administrar una varietat de medicaments, amb l'objectiu general de garantir el somni, l'amnèsia, l'analgèsia, la relaxació dels músculs esquelètics i la pèrdua de control dels reflexos del sistema nerviós autònom. La combinació òptima d'aquests agents per a qualsevol pacient i procediment donat, normalment és seleccionat per un anestesiòleg o un altre proveïdor com un assistent anestesiòleg o infermera anestesista, en consulta amb el pacient i el metge o dental que realitza el procediment quirúrgic.

## Mecanisme d'acció bioquímic
El mecanisme bioquímic d'acció dels anestèsics generals encara no s'entén massa bé. Per induir la inconsciència, els anestèsics tenen una multitud de llocs d'acció i afecten el sistema nerviós central en múltiples nivells. En les àrees comunes del sistema nerviós central, les funcions són interrompudes o canviades durant l'anestèsia general, incloent-hi l'escorça cerebral, el tàlem, el sistema d'activació reticular, i la medul·la espinal.

## Riscs
Els factors de risc són condicions de poden incrementar el risc de complicacions durant la intervenció:
- Condicions mèdiques, com la diabetis, problemes cardíacs, etc.
- Tabaquisme.
- Consum d'alcohol.
- Al·lèrgies a aliments o medicaments.
- La ingestió d'aliments en poques hores abans de la intervenció.[2]

## Propòsits
L'anestèsia general vol aconseguir un seguit de propòsits:
- Analgèsia: pèrdua de resposta al dolor.
- Amnèsia: pèrdua de la memòria.
- Immobilitat: pèrdua de la mobilitat.
- Pèrdua del coneixement: la pèrdua de la consciència.
- La relaxació del múscul esquelètic.